# Wasilij Sieńko
Wasilij Wasiljewicz Sieńko (ros. Василий Васильевич Сенько, ur. 15 października 1921 w Semeniwce, zm. 5 czerwca 1984 w Tambowie) – radziecki lotnik wojskowy narodowości ukraińskiej, pułkownik, dwukrotny Bohater Związku Radzieckiego (1943 i 1945).

## Życiorys
Urodził się w rodzinie chłopskiej. W 1940 ukończył studia w Instytucie Nauczycielskim w Nowozybkowie i został nauczycielem chemii i biologii w szkole średniej w obwodzie briańskim. Od grudnia 1940 służył w Armii Czerwonej, w 1941 skończył wojskową lotniczą szkołę pilotów, od listopada 1941 uczestniczył w wojnie z Niemcami, walczył na Froncie Wołchowskim i Leningradzkim, we wrześniu 1942 został nawigatorem (szturmanem) załogi 752 pułku lotniczego 24 Dywizji Lotnictwa Dalekiego Zasięgu na Froncie Stalingradzkim. Od 1943 należał do WKP(b). Brał udział w bitwie pod Stalingradem, operacji biełgorodzko-charkowskiej, orłowskiej, dniepropietrowskiej, leningradzko-nowogrodzkiej, krymskiej, mińskiej, brzesko-lubelskiej i budapesztańskiej. Od 1943 był nawigatorem klucza 10 gwardyjskiego pułku lotniczego 3 Gwardyjskiej Dywizji Lotniczej 3 Gwardyjskiego Korpusu Lotniczego 18 Armii Powietrznej, brał udział w walkach w Polsce, na Węgrzech, w Prusach Wschodnich i w zasadniczej części Niemczech. Do końca wojny wykonał 430 lotów bojowych, bombardując obiekty na głębokich tyłach wroga. Po wojnie do 1947 był nawigatorem eskadry 226 pułku lotnictwa bombowego w Połtawie, w 1952 ukończył Akademię Wojskowo-Powietrzną, od 1960 wykładał w wyższej wojskowej lotniczej szkole pilotów w Tambowie, w 1977 został zwolniony do rezerwy w stopniu pułkownika. Był jednym nawigatorem Sił Powietrznych ZSRR, który dwukrotnie otrzymał tytuł Bohatera Związku Radzieckiego. W Semeniwce ustawiono jego popiersie i nazwano ulicę jego imieniem, jego popiersie ustawiono również w Czernihowie.

## Odznaczenia
- Złota Gwiazda Bohatera Związku Radzieckiego (dwukrotnie - 25 marca 1943[1] i 29 czerwca 1945)
- Order Lenina
- Order Czerwonego Sztandaru
- Order Wojny Ojczyźnianej I klasy
- Order Czerwonej Gwiazdy
- Order „Za służbę Ojczyźnie w Siłach Zbrojnych ZSRR” III klasy
- Medal „Za zasługi bojowe” (17 maja 1951)

I inne.